# Máximo Banguera
Máximo Banguera (Guayaquil, 16 dicembre 1985) è un calciatore ecuadoriano, portiere del Naranja Mekánica.

## Carriera

### Nazionale
Viene convocato per la Copa América Centenario negli Stati Uniti.